# رایشنباخ (اوبرلازیتز)
شهر رایشنباخ (به آلمانی: Reichenbach) در ایالت زاکسن در کشور آلمان واقع شده‌است.